# أم حبين المسننة
أُمّ حُبَيْن المسننة أو حُبَينَة مسننة (الاسم العلمي: Agamodon)، جنس صغيرة من السحالي الدودية المنتمية إلى فصيلة سحالي الصحراء الحلقية. توجد في القرن الأفريقي والجزء الجنوبي من شبه الجزيرة العربية. يشتمل الجنس على ثلاثة أنواع وهي كتالي:
- Angled worm lizard Agamodon anguliceps فيلهلم بيترز, 1882
- سحلية الدودة العربية Agamodon arabicus جون أندرسون (عالم الحيوان), 1901
- Flat worm lizard Agamodon compressus Mocquard, 1888